# Wolfgang Bernard
Wolfgang Heinrich Edgar Bernard (* 23. April 1960 in Ingelheim am Rhein) ist ein deutscher Altphilologe und seit 1994 Professor für Gräzistik an der Universität Rostock.

## Leben
Wolfgang Bernard studierte an der Universität Mainz, wo er 1984 mit der Dissertation Rezeptivität und Spontaneität der Wahrnehmung bei Aristoteles bei Arbogast Schmitt promoviert wurde. Anschließend hielt er sich für ein Jahr als Postdoctoral Candidate am Institute of Classical Studies in London auf. Nach seiner Rückkehr forschte er in Mainz mit DFG-Stipendien. Nach seiner Habilitation zum Thema „Spätantike Dichtungstheorien. Untersuchungen zu Proklos, Herakleitos und Plutarch“ im Jahr 1992 wechselte er als Privatdozent an die Universität Marburg. Hier erreichte ihn 1994 nach einer Lehrstuhlvertretung an der Universität Konstanz ein Ruf an die Universität Rostock als Professor für Gräzistik, den er annahm. Seit 2007 ist Bernard Institutsdirektor des Heinrich-Schliemann-Instituts für Altertumswissenschaften der Universität Rostock, diese Stellung hatte er bereits in den Jahren 1995–2002 inne.
Bernard war von 2006 bis 2023 Vorstandsmitglied der Gesellschaft der Förderer der Universität Rostock. Er ist Vorsitzender des akademischen Senats der Universität und  Mitglied der Mommsen-Gesellschaft und der Gesellschaft für antike Philosophie.
Bernards Forschungsschwerpunkte sind die griechische Philosophie der Antike einschließlich ihrer Rezeption, die Attische Tragödie und Homer.
Bernard ist der Enkel des Basler Nationalökonomen Edgar Salin.

## Publikationen (Auswahl)
- Platon. Kriton. Übersetzung und Kommentar (Platon: Werke. Übersetzung und Kommentar, Bd. I 3),  Göttingen 2016.
- Das Ende des Ödipus bei Sophokles. Untersuchung zur Interpretation des „Ödipus auf Kolonos“ (Zetemata 107), München 2001.
- Vorüberlegungen zu einer Neuinterpretation der Platonischen Staatstheorie, in: Barbara Bauer, Wolfgang Müller (Hrsg.): Staatstheoretische Diskurse im Spiegel der Nationalliteraturen von 1500 bis 1800, Wiesbaden 1998, S. 23–39.
- Spätantike Dichtungstheorien. Untersuchungen zu Proklos, Herakleitos und Plutarch (Beiträge zur Altertumskunde, Bd. 3), Stuttgart 1990.
- Rezeptivität und Spontaneität der Wahrnehmung bei Aristoteles. Versuch einer Bestimmung der spontanen Erkenntnisleistung der Wahrnehmung bei Aristoteles in Abgrenzung gegen die rezeptive Auslegung der Sinnlichkeit bei Descartes und Kant, Baden-Baden 1988.